# Эйдригявичюс, Стасис
Стасис Эйдригявичюс, псевдоним Stasys (лит. Stasys Eidrigevičius; род. 24 июля 1949, Мединишкяй, Литва) — польско-литовский художник-график, плакатист, живописец, сценограф, фотограф, писатель.

## Биография
Художественное образование получил, окончив в Каунасе в 1968 году Техникум прикладного искусства и в 1973 году — Художественный институт в Вильнюсе. 
С 1980 года живёт в Варшаве (Польша). Занимается экслибрисом, художник, рисует иллюстрации к книгам, профессионально занимается фотографией. Иллюстрировал около сорока книг, главным образом для детей. Одна из первых его работ — иллюстрации к книге Витауте Жилинскайте «Робот и бабочка» („Robotas ir peteliškė“, 1978).

## Награды
Гран-при за иллюстрацию детских книг на биеннале в Братиславе (Чехословакия) в 1991 (в 1979, 1981 и 1989 годах удостаивался золотой тарелки (Plaketa)), золотая медаль международного биеннале экслибрисов в Мальборке (1980), Почетный диплом на выставке малых графических форм в Лодзи (Польша) в 1979, Главный приз международного биеннале Постеров в Лахти, (Финляндия) в 1989 году, 3 приз международного биеннале Постеров в Варшаве в 1990 году, 1-й приз на биеннале польских постеров в Катовице в 1999 году, удостоен национальной премии Литвы по культуре и искусству (2001).
В 2000 году награждён офицерским крестом ордена Великого князя Литовского Гядиминаса.
В 2010 получил Медаль «За заслуги в культуре Gloria Artis», а в 2019 Командорский Орден Заслуг перед Республикой Польша.